# Trichomachimus
Trichomachimus is een vliegengeslacht uit de familie van de roofvliegen (Asilidae).

## Soorten
- T. angustus Shi, 1992
- T. arnaudi Joseph & Parui, 1995
- T. baratovi Lehr, 1989
- T. basalis Oldroyd, 1964
- T. conjugus Shi, 1992
- T. curtusus Lehr, 1989
- T. dontus Shi, 1992
- T. elongatus Shi, 1992
- T. excelsus (Ricardo, 1922)
- T. grandis Shi, 1992
- T. himachali Parui & Kaur & Kapoor, 1999
- T. hirsutus (Bromley, 1935)
- T. inundatus Lehr, 1989
- T. kashmirensis Oldroyd, 1964
- T. klapperichi Moucha & Hradský, 1964
- T. lobus Shi, 1992
- T. maculatus Shi, 1992
- T. marginis Shi, 1992
- T. nigricornis Shi, 1992
- T. nigritarsus Shi, 1992

- T. nigrus Shi, 1992
- T. obliquus Shi, 1992
- T. oldroydi Moucha & Hradský, 1964
- T. omani Parui & Joseph, 1994
- T. opulentus (Walker, 1851)
- T. orientalis (Ricardo, 1922)
- T. paludicola Lehr, 1967
- T. pallipes (Ricardo, 1922)
- T. pubescens (Ricardo, 1922)
- T. quinlani Oldroyd, 1964
- T. rubisetosus Oldroyd, 1964
- T. rufus Shi, 1992
- T. scutellaris (Coquillett, 1898)
- T. tenuis Shi, 1992
- T. tubus Shi, 1992